# Torneo Pre-Olimpico FIBA 1968
Il torneo Torneo Pre-Olimpico FIBA 1968 si disputò a Monterrey dal 26 settembre al 2 ottobre 1968, e vide la qualificazione ai Giochi della XIX Olimpiade di due squadre: Spagna e Polonia.

## Squadre partecipanti
- Indonesia
- Australia

- Spagna
- Polonia

- Uruguay

Inizialmente le squadre iscritte erano 8: figuravano infatti anche la Grecia, il Guatemala e la Corea del Nord. La Grecia si rifiutò di partecipare per protesta nei confronti della FIBA, accusata di non aver scelto Atene come sede di una finale di coppa; il Guatemala rinunciò per ragioni di tipo economico; la Corea perse il volo di collegamento Mosca-Avana, che impedì alla squadra di arrivare in tempo per disputare il torneo.

## Risultati
| Risultati | SPA    | POL   | URU   | IND    | AUS   |
| --------- | ------ | ----- | ----- | ------ | ----- |
| Spagna    |        | 82-83 | 68-63 | 105-69 | 85-66 |
| Polonia   | 83-82  |       | 63-65 | 93-65  | 68-64 |
| Uruguay   | 63-68  | 65-63 |       | 96-78  | 78-76 |
| Indonesia | 69-105 | 65-93 | 78-96 |        | 58-51 |
| Australia | 66-85  | 64-68 | 76-78 | 51-58  |       |

## Classifica finale
| Pos | Squadra   | P.ti | G | V | P | PF  | PS  | DP  |
| --- | --------- | ---- | - | - | - | --- | --- | --- |
| 1.  | Spagna    | 7    | 4 | 3 | 1 | 340 | 281 | 59  |
| 2.  | Polonia   | 7    | 4 | 3 | 1 | 307 | 276 | 31  |
| 3.  | Uruguay   | 7    | 4 | 3 | 1 | 302 | 285 | 17  |
| 4.  | Indonesia | 5    | 4 | 1 | 3 | 270 | 345 | -75 |
| 5.  | Australia | 4    | 4 | 0 | 4 | 257 | 289 | -32 |